# Eugenio Capone

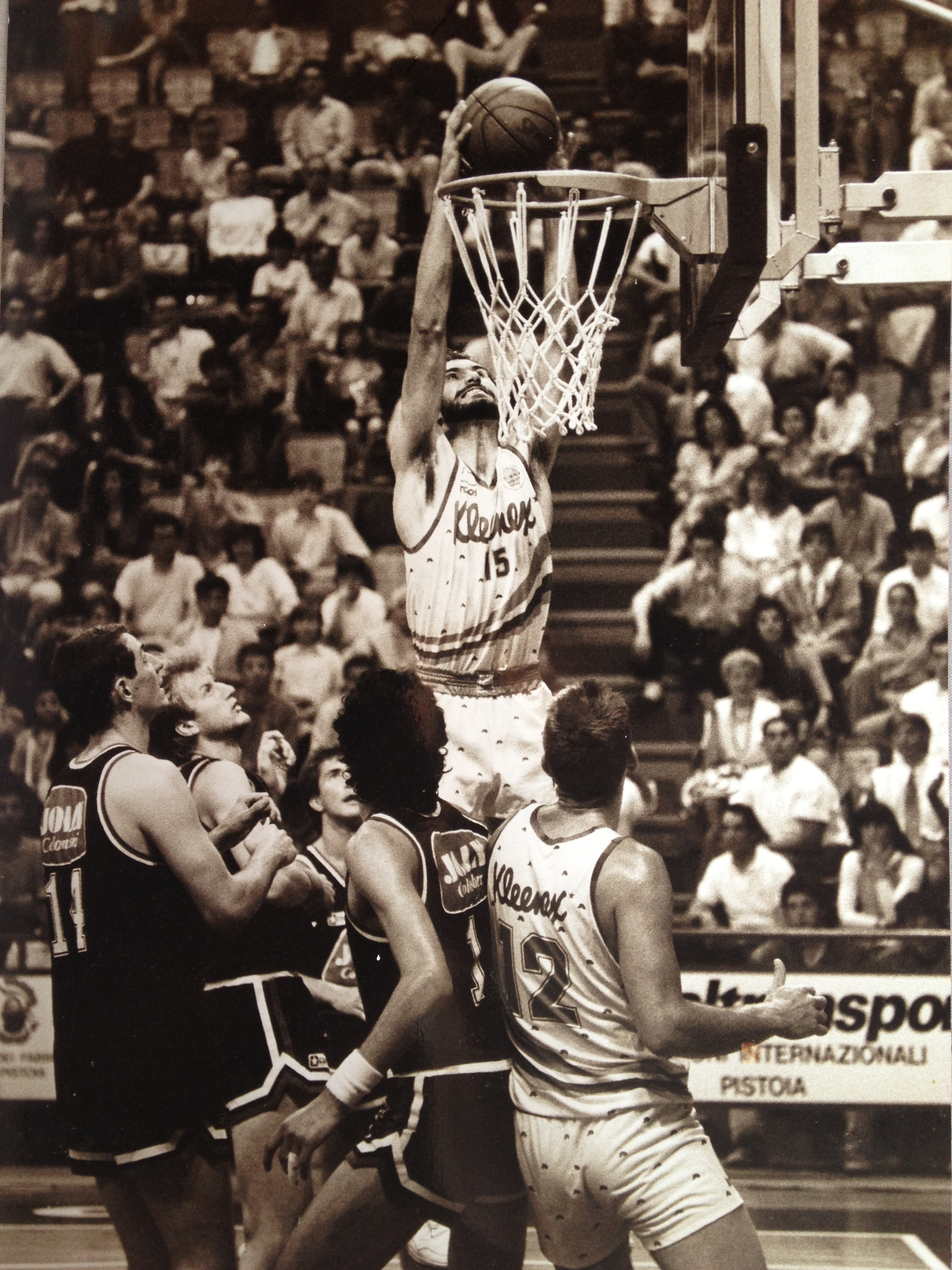
Capone in azione con la maglia Kleenex

Eugenio Capone (Roma, 14 agosto 1966) è un ex cestista italiano.

## Carriera
La sua ultima squadra è stata l'Agricola Gloria Montecatini, in Legadue, nel 2004. In campo ricopriva il ruolo di centro.
Ha militato nella categoria tra seria A e B per più di 20 Anni.
Nella sua carriera ha militato a Bologna, Olimpia Pistoia, Pallacanestro Marsala, Pallacanestro Campli, Pallacanestro Pavia, Pallacanestro Massa e Cozzile, Pallacanestro Montecatini Terme (Agricola Gloria), ma è stato legato soprattutto a Pistoia, dove ha militato per una decina di anni tra serie B e serie A e dove risiede attualmente.
Dal 2000 è titolare dell'agenzia immobiliare di cui è il fondatore.
Si dedica alla scherma, categoria Master di Spada dal 2009 nella Chiti scherma Pistoia.

## Palmarès
- Campione del Mondo di basket Master over 45 nel 2011
- Campione d'Italia master 2013 con New Basket Jesi
- Campione del mondo basket over 45 nel 2013
- Medaglia d'oro alla World League di Zara 2015
- Campione del mondo di basket mondiali over 45, 2015[senza fonte]